# 法布勒藏
法布勒藏（法語：Fabrezan，法語發音：[fabʁəzɑ̃] ⓘ）是法国奥德省的一个市镇，属于纳博讷区。该市镇2009年时的人口为1,291人。

## 人口
法布勒藏人口变化图示
| 数据来源：INSEE |